# Thor's Hammer (Zvezdna vrata SG-1)
Thor's Hammer je naslov epizode znanstveno-fantastične serije Zvezdna vrata, v kateri mora O'Neill najti zaveznike v boju proti Goa'uldom. Z ekipo pristane na planetu Cimmeria, kjer vladajo nordijski bogovi. Ob prihodu se Teal'c znajde v pasti skrivnostne svetlobe, ki šine iz skulpture, podobne kladivu. O'Neill ga poskuša rešiti, a oba izgineta v svetlobi in končata v podzemnem labirintu, kjer jima hologram v obliki boga Thora pove, da je večno ujetništvo kazen za Goa'ulde, ki si kjub prepovedi drznejo priti na ta planet. Dobita tudi ponujeno možnost izhoda iz labirinta, ki pa bi ubila goa'uldskega simbiota, ki ga nosi Teal'c, kar bi povzročilo tudi njegovo smrt.
Medtem preostali del ekipe SG-1 za pomoč pri iskanju O'Neilla in Teal'ca poprosi domačine. Ti jih napotijo na žensko po imenu Kendra, ki naj bi bila sposobna pomagati pri iskanju. Izkaže se, da je bila Kendra včasih Goa'uld, ki se je parazita rešila z vstopom v Thorov labirint.
Medtem O'Neill in Teal'c ugotovita, da Goa'uldsko orožje v labirintu ne deluje, deluje pa zemeljsko. Zadeva se zakomplicira, ko najdeta polno kosti Goa'uldov, ki kažejo na to, da jih je nekaj ubilo in pojedlo. Kmalu za tem se pojavi bitje Unas, ki se je ravno tako znašlo v ujetništvu. Kljub temu, da ga O'Neill onesposobi s streli, se bitje ponovno vrne in oba sta prisiljena v beg do konca labirinta. Tam ju čaka energijsko polje, preko katerega je možen izhod na prosto, vendar bi to ubilo Teal'ca. O'Neill in Teal'c najprej v to polje potisneta Unasa, nato pa s pomočjo Teal'covega orožja, ki ga poda preostanku ekipe izven jame, uničijo še obrambni sistem, kar Teal'cu omogoči izhod iz jame.
O'Neill in Teal'c sta tako rešena, Daniel Jackson pa tako dobi idejo, da bi bilo po zgledu Kendre mogoče rešiti tudi njegovo ženo Sha're in njenega brata Skaaro.